# Tamsita habrotima
Tamsita habrotima är en fjärilsart som beskrevs av Willie Horace Thomas Tams 1930. Tamsita habrotima ingår i släktet Tamsita och familjen björnspinnare. Inga underarter finns listade i Catalogue of Life.